# Аквилейский собор (381)
Аквилейский собор 381 года — первый из пяти соборов, имевших место в Аквилее. Данный собор был созван с разрешения императора западной части Римской империи Грациана на завершающей стадии арианского спора. После того как 19 июля 381 года император Феодосий утвердил решения Константинопольского собора, епископы начали собираться на собор в Аквилее. Участниками нового собора были отправлены императору письма, в которых они критиковали прошедший собор по различным поводам, в частности за низложение Максима Киника, и выражали желание пересмотреть вопросы, касающиеся антиохийского раскола. Другой целью собора были балканские епископы Палладий Ратиарский, Секундиан Сингидунский и ранее признанный невиновным папой Дамасием епископ Салони Леонтий. Осудив их всех, собор продемонстрировал желание покончить с омийством в церковной жизни Италии и западных Балкан, оставив арианство готам.
Собор был организован епископом Амвросием Медиоланским и состоялся в сентябре 381 года под председательством аквилейского епископа Валериана. На соборе присутствовало 32 западных епископа, представлявших Италию, Галлию, Африку и Иллирию. Среди участников были впоследствии канонизированные Филастрий, епископ Брешии и Иуст Лионский. Со стороны Запада не были представлены только Рим — вероятно, по причине борьбы, которую в это время папа Дамасий вёл с Урсином, и Испания.
Омийскую сторону представляли два смещённых епископа из Дакии, Палладий Ратианский и Секундиан, преемник Урсакия Сингидунского. Известно, что желая защитить себя и своих единомышленников от обвинений в ереси, Палладий в сентябре 380 года в Сирмии обратился к императору Грациану с просьбой разрешить созыв омийского собора. Император, желая перенести центр решения церковных проблем в свою часть империи, согласился на это предложение. Однако позже, под влиянием Амвросия Медиоланского, он издал рескрипт, которым пригласил на собор только епископов ближайших к Аквилее диоцезов, не у помянув ни восточных архиерев, ни балканских. При таком ограничении на участников, надежд на защиту у Палладия не оставалось.
После предварительных конфиденциальных обсуждений, собор открылся 3 сентября 381 года. По желанию Амвросия, ставшего основным докладчиком от православных, было публично зачитано письмо Ария епископу Александру Александрийскому, после чего Палладию был задан вопрос — осуждает ли он как богохульство мнение Ария о Сыне. Не дав прямого ответа, Палладий обвинил Амвросия в том, что тот воспрепятствовал участию в соборе восточных епископов. Далее он всячески избегал осуждения доктрины Ария. Этой же линии затем придерживались Секундиан и священник Аттал. В тот же день, 3 сентября, Палладий, Секундиан и Аттал были анафематстовованы и смещены, о чём было направлено письмо всем епископам Запада. Также об этом было послано письмо императорам с призывом оказать светскую помощь в отстранении осуждённых от их кафедр. Третьим свои письмом собор обратился к Грациану с просьбой не прислушиваться к антипапе Урсину и его сторонникам. Наконец, четвёртым письмом, также адресованное Грациану, собор ходатайствовал за Павла Атиохийского и Тимофея Александрийского и обращался с просьбой организовать собор в Александрии для разрешения спора между православными.
Сохранившиеся деяния Аквилейского собора являются одними из самых подробных позднеримских судебных протоколов, дошедших до нашего времени, позволяющие проследить весь ход прений.